# Semiothisa hypaethrata
Semiothisa hypaethrata là một loài bướm đêm trong họ Geometridae.